# Processi di Nordhausen (Dora-Mittelbau)

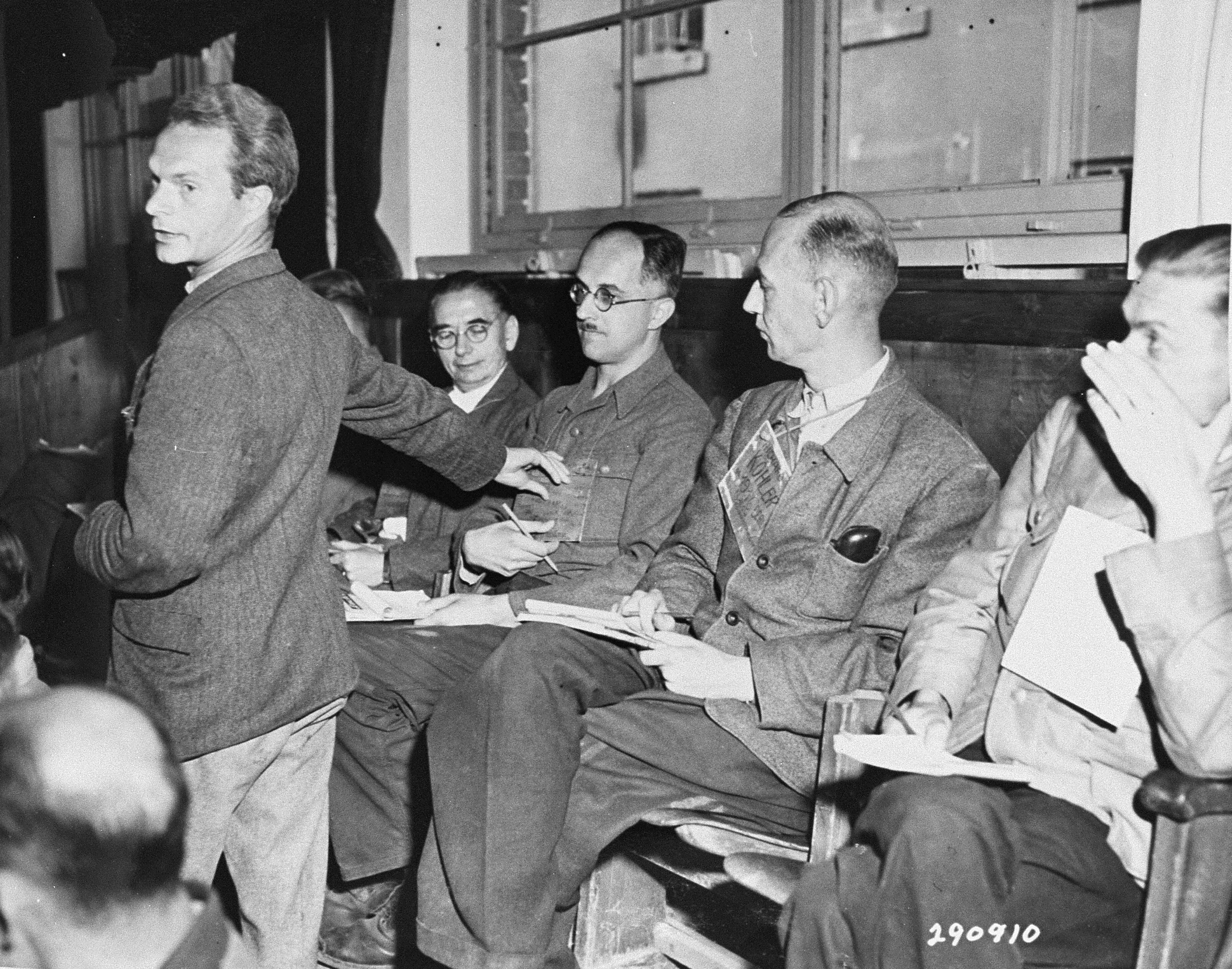
Vans Maienschein, un testimone dell'accusa, indica l'ex medico del campo Heinrich Schmidt come l'uomo che ha lasciato morire i pazienti a causa della mancanza di cure mediche. Settembre 1947

Il processo Mittelbau-Dora, anche noto come processo "Dora"-Nordhausen è stato un processo per crimini di guerra condotto dall'esercito degli Stati Uniti tra il 7 agosto e il 30 dicembre 1947 sul sito dell'ex campo di concentramento di Dachau, in Germania.
Nel procedimento, ufficialmente noto come Stati Uniti d'America contro Kurt Andrae et al. (Caso 000-50-37), diciannove uomini sono stati accusati di crimini di guerra commessi nell'operazione del campo di concentramento di Mittelbau-Dora, dei suoi numerosi sottocampi e dell'impianto di armamenti di Mittelwerk situato vicino a Nordhausen. Il processo principale si è concluso con quattro assoluzioni e quindici condanne, di cui una condanna a morte. Il processo Mittelbau-Dora è stato l'ultimo di una serie di procedimenti che hanno avuto luogo nel contesto dei processi di Dachau, relativi a crimini di guerra di vasta portata scoperti dagli Stati Uniti nella loro zona di occupazione alla fine della seconda guerra mondiale. I condannati nel processo Dora hanno scontato la loro pena nella prigione di Landsberg.
Tra la fine di ottobre e la metà del dicembre 1947, si tennero brevi processi contro quattordici imputati di livello inferiore, per lo più di guardie SS-Totenkopfverbände. Queste hanno portato a quattro condanne e una assoluzione, con i restanti nove casi archiviati per mancanza di prove o di testimoni disponibili. I crimini violenti ancora esistenti nel corpo dei fatti hanno dato vita a diversi altri studi di casi individuali sia in Germania Ovest che in Germania Est. Il più importante venne celebrato ad Essen tra il 1968 e il 1970, erogando due condanne.

## Contesto storico

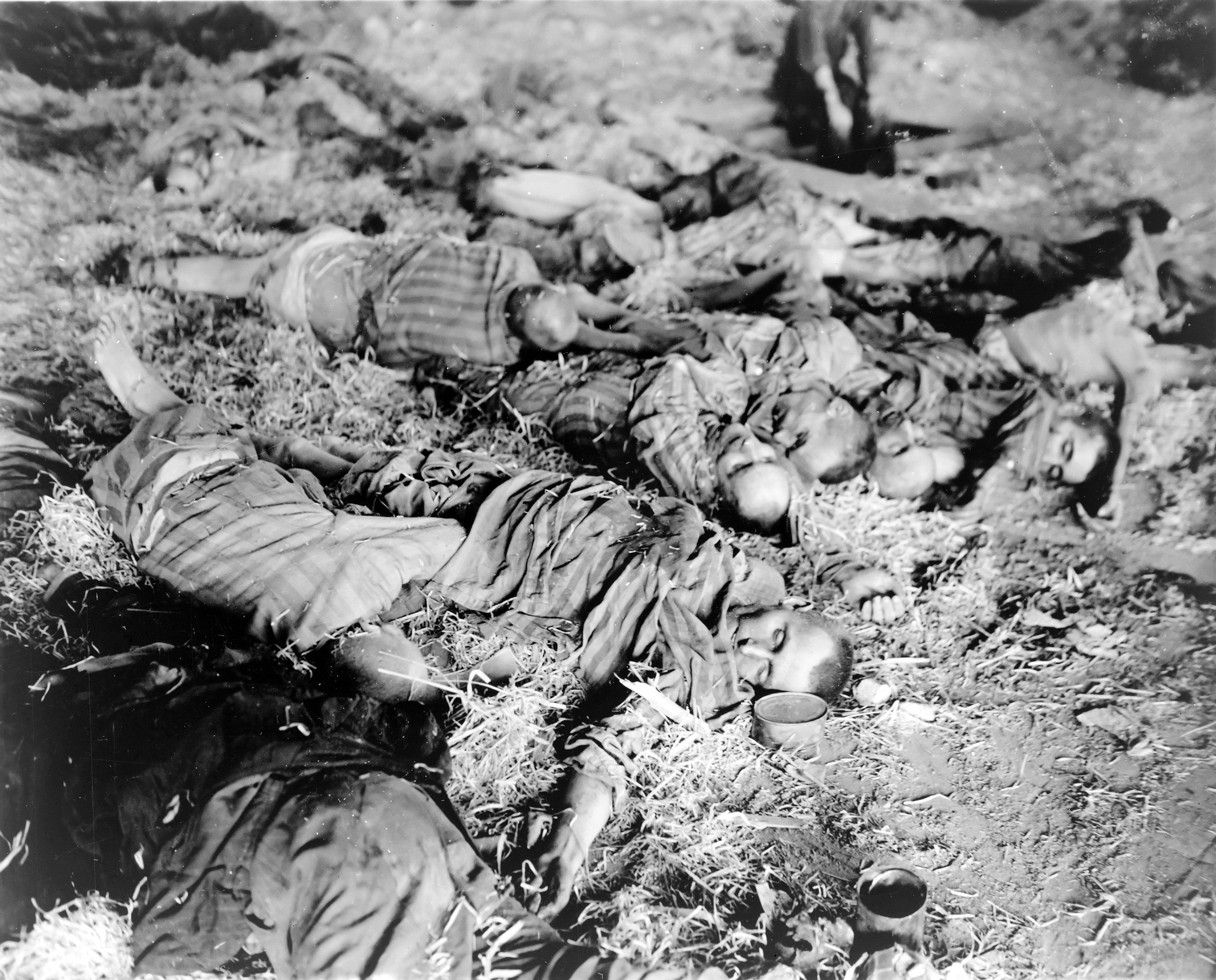
Prigionieri morti, scoperti dopo la liberazione del complesso del campo da parte dei membri dell'United States Army Signal Corps, 11 aprile 1945

Degli oltre 60 000 prigionieri che sono passati attraverso il complesso del campo di concentramento di Mittelbau-Dora, con le sue catastrofiche condizioni di lavoro e di vita, almeno 20 000 sono morti di fame, violenze, malattie e abusi. Quando le truppe americane raggiunsero Mittelbau l'11 aprile 1945, trovarono quasi 2 000 cadaveri. Solo diverse centinaia di prigionieri furono trovati vivi, per lo più malati o moribondi, poiché il Mittelbau e i suoi sottocampi erano già stati evacuati con la forza dalle SS-Totenkopfverbände il 6 aprile 1945.
Durante questa "evacuazione", circa 36 500 prigionieri furono spostati con le marce della morte e oltre 8 000 morirono per fame ed esecuzioni sommarie. In un famigerato esempio, circa 400 prigionieri guidati da Erhard Brauny lasciarono il sottocampo di Rottleberode il 4 aprile 1945 con un piano per trasferirli nel campo di concentramento di Neuengamme, che era ancora operativo. Quando il gruppo ha raggiunto la città di Gardelegen, i prigionieri sono stati raggiunti da ulteriori "trasporti di evacuazione". I prigionieri, cresciuti numericamente a più di 1 000, non potevano essere spostati oltre, a causa delle linee ferroviarie danneggiate: furono semplicemente assassinati dai loro aguzzini a Isenschnibber Barn il 13 aprile 1945.
La Squadra Investigativa 6822, parte del Programma per i crimini di guerra degli Stati Uniti per creare standard legali e sistemi giudiziari al fine di perseguire i crimini nazisti, iniziò rapidamente a identificare i colpevoli. Entro il 25 maggio 1945 le indagini furono completate e un rapporto fu inviato al generale Simpson, comandante supremo della 9ª armata degli Stati Uniti. Molti dei sospetti furono rapidamente catturati e internati. Le testimonianze registrate e le prove fotografiche raccolte, costituirono la base giuridica delle accuse. Il processo si complicò dopo il ritiro delle forze americane dalla Turingia il 1 luglio 1945, quando il complesso Mittelbau-Dora finì nella zona di occupazione sovietica.
Il 3 settembre 1946 uno scambio di detenuti e di prove fallì, poiché nessun rappresentante militare sovietico si presentò al punto di incontro precedentemente concordato alla frontiera. Le richieste corrispondenti all'amministrazione militare sovietica rimasero per lo più senza risposta. Il motivo per cui le autorità sovietiche non hanno collaborato sul processo Dora non era chiaro, dal momento che le prove presentate sul massacro di Gardelegen hanno portato al trasferimento di 22 sospetti. Il taccuino di un investigatore americano indicava la possibilità che a causa di responsabilità poco chiare, tra gli investigatori sovietici ed i dirigenti statunitensi, non si potesse prendere una decisione. Quei sospetti su Mittelbau-Dora e le prove che erano in possesso degli Stati Uniti sono stati infine incorporati nel quadro dei processi di Dachau.
Prima dell'inizio del processo Dora, 12 ex membri dell'amministrazione delle SS a Mittelbau-Dora erano già stati condannati per crimini di guerra sotto la giurisdizione militare britannica nel processo Belsen. In quel processo, 4 imputati sono stati condannati alla reclusione e 5 assolti. Il capo del campo di custodia protettiva Franz Hößler, il comandante del sottocampo di Kleinbodungen Franz Stofel e il suo vice Wilhelm Dörr furono tutti condannati a morte e giustiziati per impiccagione il 13 dicembre 1945 nella prigione di Hamelin. Josef Kollmer, comandante del battaglione di guardie SS di Mittelbau-Dora dall'ottobre 1943 al maggio 1944, fu giustiziato a Cracovia il 28 gennaio 1948 a seguito della sua condanna da parte del Tribunale Supremo Nazionale della Polonia nel primo processo di Auschwitz. L'ex comandante del campo Otto Förschner fu giustiziato dalle autorità di occupazione americane nella prigione di Landsberg il 28 maggio 1946 in seguito alla sua condanna da parte di un tribunale militare statunitense per crimini di guerra avvenuti durante il suo mandato come comandante del sottocampo di Kaufering a Dachau. Il suo successore, l'ex comandante di Auschwitz Richard Baer, è stato arrestato dalla Germania occidentale nel 1960, ma morì per cause naturali nel 1963, prima di poter comparire come imputato nei processi di Auschwitz-Francoforte. Helmut Bischoff, capo della sicurezza delle SS per il programma Vergeltungswaffen e comandante del distaccamento Sicherheitsdienst (SD) a Mittelbau-Dora, fu arrestato dalle forze di occupazione sovietiche nel gennaio 1946 e tenuto in detenzione prima nella Germania orientale, e successivamente in Siberia, fino al 1955. Karl Kahr, l'ex medico del campo delle SS, non fu accusato a causa della sua reputazione relativamente buona tra i prigionieri: è diventato un testimone per l'accusa nel processo Mittelbau-Dora.

## Base giuridica e atto d'accusa

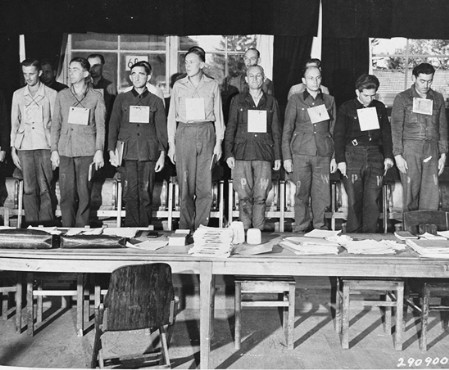
16 dei 19 imputati il 19 settembre 1947

La base giuridica del procedimento è stata stabilita nel marzo 1947 con l'adozione dell'amministrazione legale e penale sotto l'Ufficio del governo militare per la Germania (OMGUS). L'atto d'accusa, notificato agli imputati il 20 giugno 1947, consisteva in due capi d'accusa principali riuniti sotto il titolo "Violazione delle dogane e delle leggi di guerra": il contenuto della domanda riguardava i crimini di guerra commessi nell'operazione di Mittelbau-Dora e dei suoi sottocampi dal 1º giugno 1943 al 8 maggio 1945 contro i civili ed i prigionieri di guerra non tedeschi.
Questa scelta ha rappresentato un cambiamento decisivo rispetto agli altri processi di Dachau, perché da quel momento copriva non solo i crimini di guerra commessi contro le nazioni alleate, ma anche contro apolidi, austriaci, slovacchi e italiani. Gli autori tedeschi dei crimini contro le vittime tedesche rimasero a lungo impuniti, e di solito furono ascoltati solo successivamente nei tribunali tedeschi.
Tutti gli imputati sono stati accusati in un disegno comune di partecipazione illegale e intenzionale, di abusi ed uccisioni di prigionieri di guerra e civili non tedeschi. Con l'istituzione dell'approccio Common Design, alcuni specifici reati non dovevano essere provati individualmente; ma anzi, si volle provare che con la partecipazione al funzionamento di un campo di concentramento e con l'appartenenza all'organizzazione criminale delle SS fosse già stato commesso un crimine di guerra. Il grado di responsabilità individuale nel Common Design è stato determinato dagli atti di eccesso e dal rango dell'imputato. Ciò ha anche influenzato il verdetto e il grado della pena.

## I protagonisti

### I Giudici

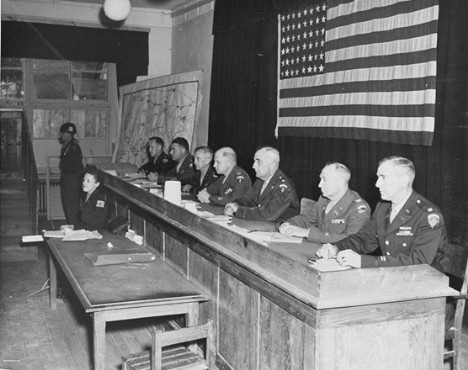
Il tribunale militare americano che presiede il processo per crimini di guerra Dora-Mittelbau nel settembre 1947.

Il colonnello Frank Silliamn III ha assunto la presidenza del tribunale militare composto da sette ufficiali americani tra cui: il colonnello Joseph W. Benson, il colonnello Claude O. Burch, il tenente colonnello Louis S. Tracy, il tenente colonnello Roy J. Herte, il maggiore Warren M. Vanderburgh, e l'avvocato tenente colonnello David H. Thomas.

### Il Pubblico Ministero
L'accusa era composta dal procuratore capo William Berman, dal capitano William F. McGarry, dal capitano John J. Ryan, dal tenente William F. Jones e dagli investigatori Jacob F. Kinder e William J. Aalmans. Aalmans, un cittadino olandese in servizio con l'esercito degli Stati Uniti, servì come traduttore durante la liberazione del complesso del campo centrale. Ha anche ascoltato la testimonianza dell'imputato come membro della squadra investigativa. Aalmans ha prodotto un opuscolo intitolato "Dora"-Nordhausen Labor-Concentration Camps.

### La Difesa
Gli imputati sono stati difesi da due ufficiali dell'esercito americano, il maggiore Leon B. Poullada e il capitano Paul D. Strader, oltre che dai consulenti legali tedeschi Konrad Max Trimolt, Emil Aheimer e Louis Renner. Dal 31 ottobre 1947, Milton Crook ha sostenuto la squadra di difesa dopo una richiesta di Poullada.

### Gli imputati
Gli imputati erano 14 membri delle SS, 4 Kapo e 1 civile: Georg Rickhey, direttore generale della Mittelwerk GmbH. L'SS-Obersturmführer Kurt Mathesius, che aveva comandato il sottocampo di Boelke Kaserne, doveva comparire come 20º imputato al processo, ma si suicidò mentre era sotto la custodia statunitense nel maggio 1947. L'imputato di grado più alto era l'ex campo medico, SS-Hauptsturmführer Heinrich Schmidt.
Gli imputati nel processo Dora nel giugno 1947

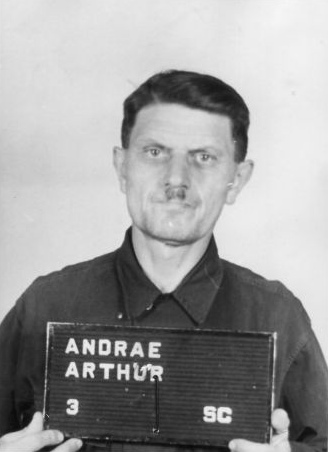
Arthur Kurt Andrä
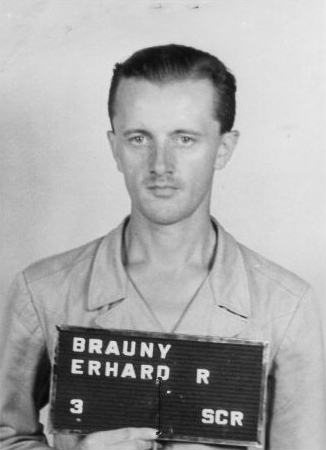
Erhard Richard Brauny
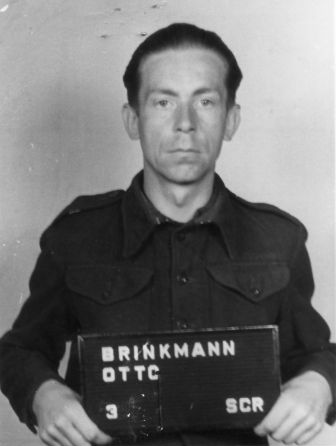
Otto Georg Werner Brinkmann
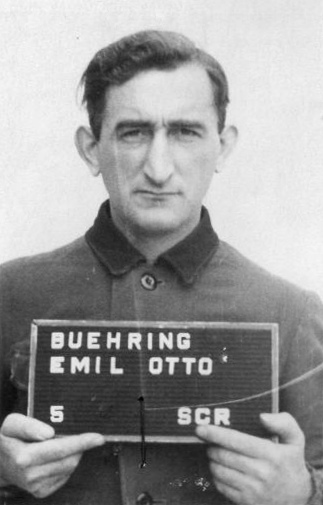
Emil Otto Bühring
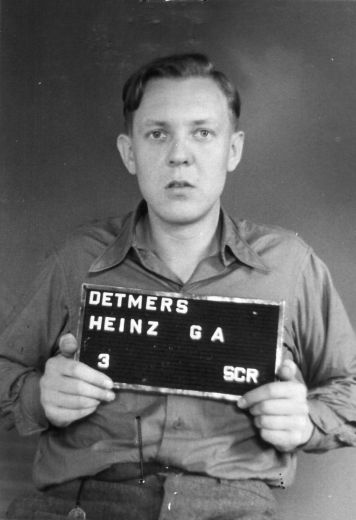
Heinrich Georg Alfred Detmers
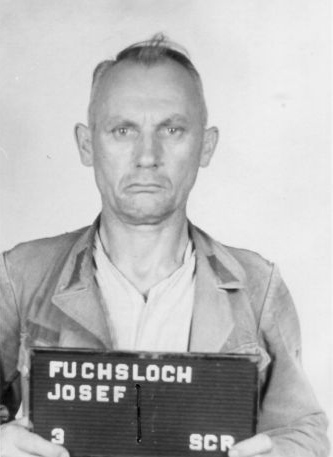
Josef Fuchsloch
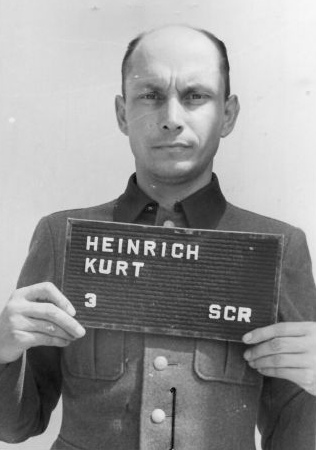
Richard Kurt Heinrich
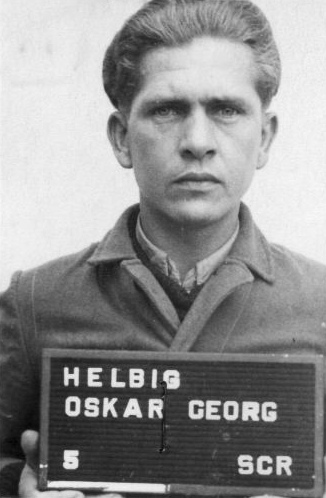
Oskar Georg Helbig
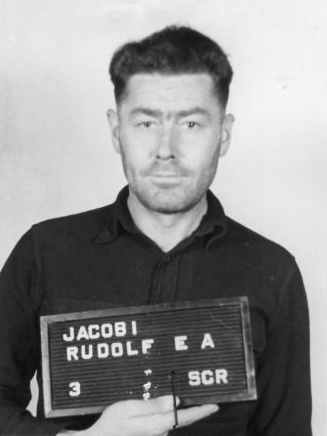
Rudolf Ewald Otto Jacobi
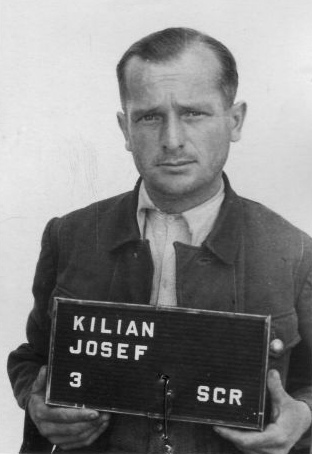
Josef Kilian
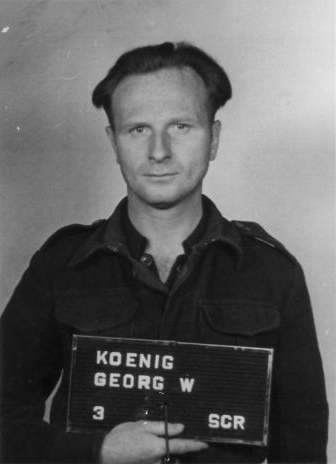
Georg Wilhelm König
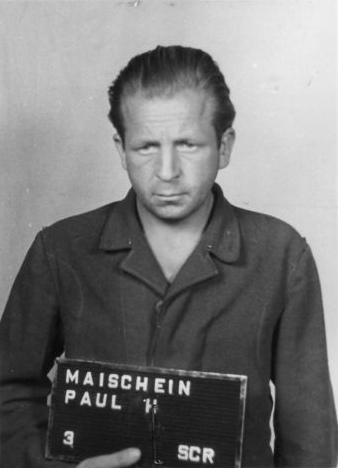
Paul H. Maischein
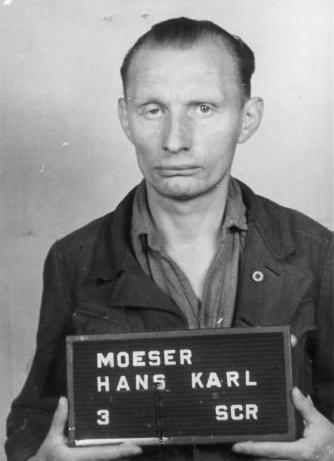
Hans Karl Möser
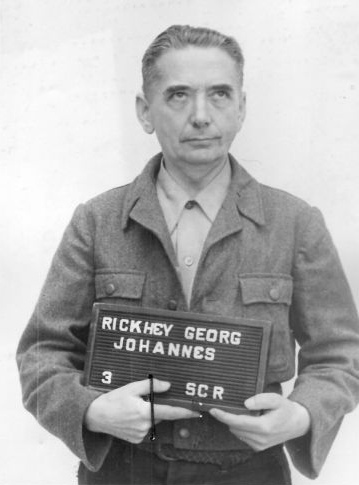
Georg Johannes Rickhey
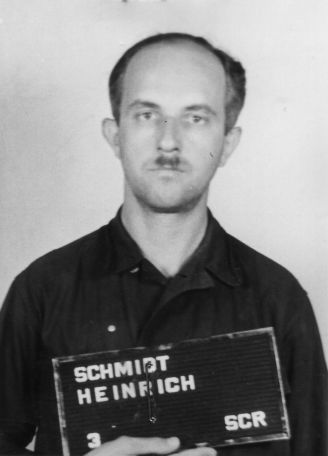
Dr. Heinrich Schmidt
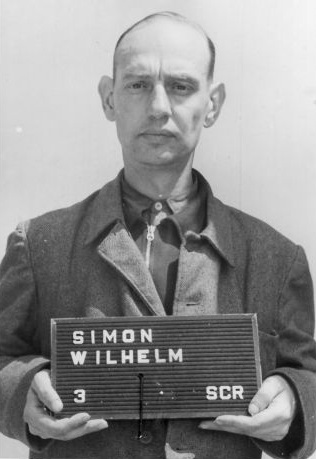
Wilhelm Simon
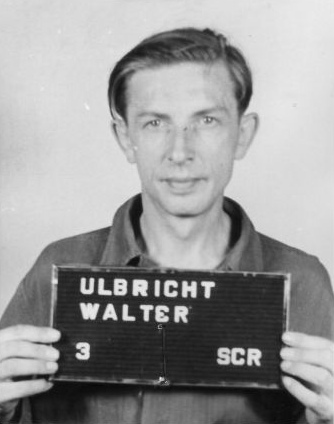
Walter Ernst Ulbricht
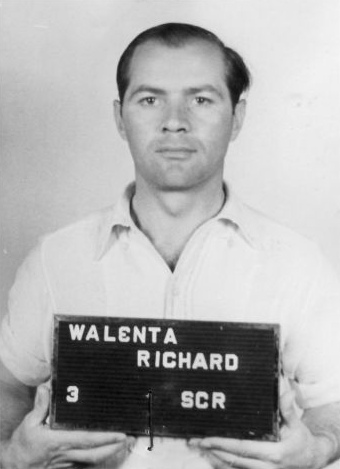
Richard Walenta
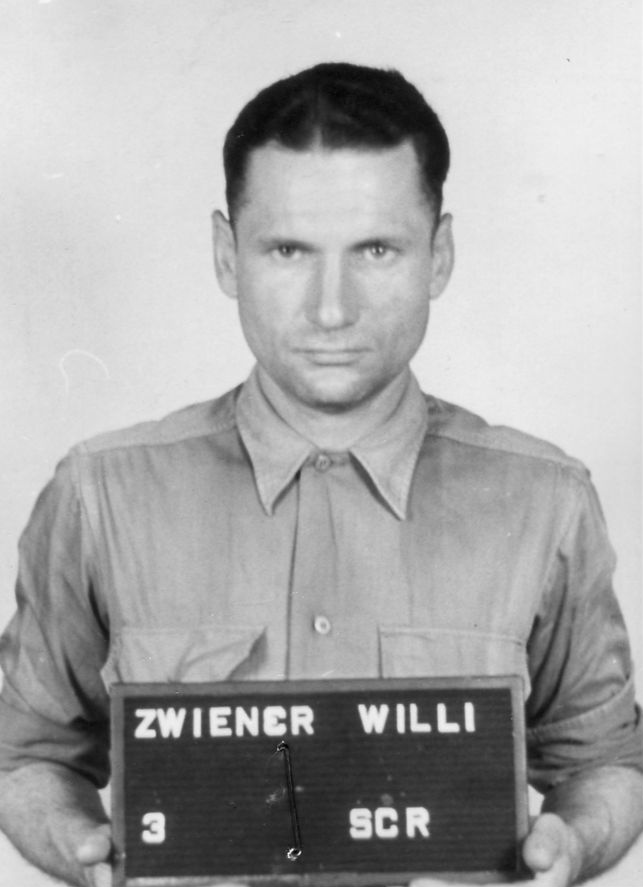
Willi Zwiener

## Il processo

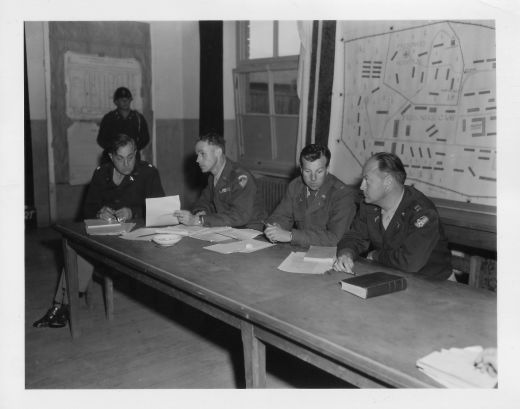
L'accusa nel processo Dora il 19 settembre 1947. Da sinistra a destra: il tenente colonnello William Berman, il cap. William F. McGarry, il primo tenente William F. Jones e il cap. John F. Ryan.

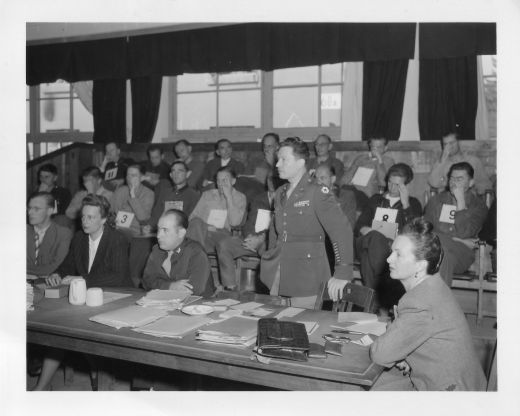
Rappresentanti della difesa il 19 settembre 1947. In primo piano Leon Poullada e il capitano Paul Strader. Sullo sfondo c'è l'imputato.

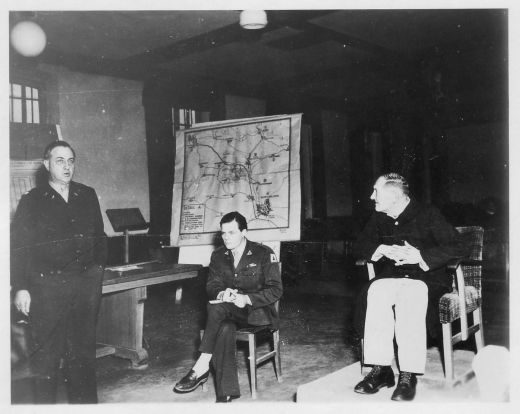
Un testimone della difesa rilascia dichiarazioni sul massacro di Gardelegen

Il processo iniziò il 7 agosto 1947 davanti al "Tribunale del governo militare generale", presso il campo di internamento dell'esercito americano di Dachau, all'interno delle mura dell'ex campo di concentramento nazista di Dachau, aperto al pubblico. Un interprete ha tradotto tra la Corte e l'imputato in inglese e tedesco, poiché la lingua della Corte era l'inglese. Dopo la lettura dell'atto d'accusa, gli imputati si sono dichiarati tutti "non colpevoli".
Tutti sono stati accusati di aver trascurato, abusato ed ucciso i prigionieri. Alcuni imputati sono stati anche accusati di reati specifici nell'ambito delle marce della morte o nel corso dell'evacuazione del campo. L'ex medico del campo Heinrich Schmidt è stato accusato di negligenza medica nei confronti dei detenuti, per averli fatti morire di fame o di malattia. La principale responsabilità per le condizioni di vita disumane è stata attribuita all'ex capo del campo di custodia protettiva Hans Möser. I quattro prigionieri che fungevano da kapo del campo furono anche accusati di abusare e talvolta di uccidere i compagni di prigionia. Il civile tedesco Georg Rickhey, in qualità di ex direttore generale di Mittelwerk Gmbh, è stato ritenuto responsabile delle disastrose condizioni di lavoro.

### Mozioni preliminari
Su richiesta dell'accusa, gli imputati Albin Sawatzki, Otto Brenneis, Hans Joachim Ritz e Stefan Palko sono stati cancellati dall'elenco degli imputati. L'avvocato difensore Poullada ha presentato senza successo diverse richieste in merito alla giurisdizione del tribunale militare. Ha presentato anche una petizione per la rimozione delle parole "e altri cittadini non tedeschi" nell'atto d'accusa, sostenendo che i tribunali militari statunitensi non erano responsabili del perseguimento dei crimini di guerra commessi da cittadini tedeschi su cittadini di alleati del Terzo Reich. Questa richiesta non è stata accolta, il tribunale decise che i crimini contro le vittime non tedesche sarebbero quindi rimasti impuniti. Inoltre, Poullada ha ripetutamente chiesto la rimozione dell'istituto giuridico del Common Design, perché a suo avviso il processo di decisione del tribunale non doveva basarsi sul Common Design ma su reati verificabili individualmente: anche questa domanda è stata respinta.

### Argomenti di apertura
Nella sua argomentazione di apertura, il procuratore capo Berman ha spiegato che Mittelbau-Dora non solo rappresentava una fonte di lavoro forzato gratuito per l'industria degli armamenti del Reich, ma che il suo scopo principale era l'uccisione deliberata dei prigionieri dei campi di concentramento mediante una politica sistematica di sterminio attraverso il lavoro (Vernichtung durch Arbeit). Berman ha continuato a presentare le prove presentate all'atto della citazione degli imputati e le ha collocate nell'immediato contesto dei crimini di guerra identificando specifiche operazioni del campo mirate alla distruzione umana. Secondo la sua tesi, quindi, tutti gli accusati erano colpevoli di omicidio di massa.

### Prove
Le prove presentate dal pubblico ministero Ludendorff hanno tentato di dimostrare la criminalità intrinseca del complesso Mittelbau-Dora attraverso la responsabilità identificata dei singoli imputati nel sistema nel suo insieme e mediante prove specifiche della commissione o della partecipazione ad atti eccessivi all'interno di tale sistema. Oltre alle condizioni di vita e di lavoro nel campo, l'accusa ha anche indicato le marce della morte come prova di criminalità collettiva, con il massacro di Gardelegen al centro dell'attenzione. Nelle loro argomentazioni, l'accusa ha presentato più di 70 sopravvissuti al campo in qualità di testimoni. I testimoni hanno riferito delle condizioni di vita spaventose, in particolare del cibo e dei vestiti inadeguati, della scarsa igiene e della scarsa assistenza medica, oltre all'imposizione di punizioni proibitive.
Le testimonianze riguardanti il lavoro forzato nel campo, erano essenzialmente descrizioni delle condizioni di lavoro e di vita durante la fase di costruzione del campo nell'inverno 1943/1944. Questa fase, nota anche come "l'inferno di Dora", fu caratterizzata da un estenuante lavoro di scavo di gallerie nel monte Kohnstein per creare una fabbrica sotterranea di armi Vergeltungswaffen.
Le dichiarazioni relative al successivo funzionamento dello stabilimento di assemblaggio Mittelwerk hanno costituito una seconda priorità in questo contesto. Sono state anche provate alcune esecuzioni di prigionieri del campo a causa delle presunte ribellioni e sabotaggi. Dei 19 accusati, 13 si sono avvalsi del loro diritto di testimoniare a proprio nome, il resto ha fatto riferimento ai propri registri di interrogatorio. Gli imputati hanno minimizzato le loro azioni, hanno affermato che stavano solo eseguendo ordini (il Führerprinzip), o hanno affermato di non essere presenti sulla scena del crimine. La difesa ha presentato 65 testimoni e al tribunale militare sono state fornite 9 ulteriori dichiarazioni scritte per la difesa.
Sulle condizioni di vita nel sottocampo Boelcke Kaserne, dove circa la metà dei prigionieri del campo di concentramento non è sopravvissuta, il medico del campo ha dichiarato: "Il meteo nel marzo 1945 era in quel periodo molto soleggiato e caldo. Nei blocchi degli alloggi 6 e 7 i prigionieri hanno trascorso quasi tutto il giorno sulla parete sud a prendere il sole."

### Caso Rickhey

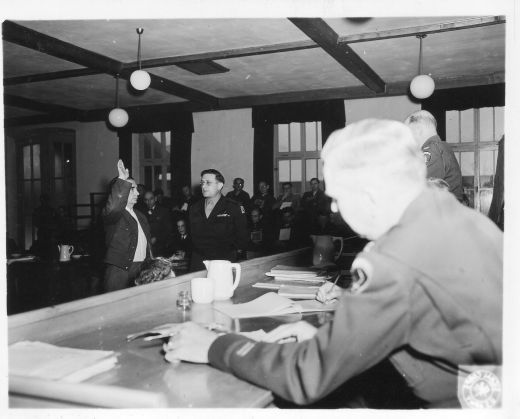
Georg Rickhey presta giuramento prima di rilasciare le sue dichiarazioni il 18 dicembre 1947.

In qualità di rappresentante unico della Mittelwerk Gmbh, Georg Rickhey è stato al centro del procedimento giudiziario sul lavoro forzato nello stabilimento. Rickhey sarebbe stato responsabile delle disastrose condizioni di lavoro, collaborando strettamente con SS e Gestapo, oltre ad essere presente durante le esecuzioni. La prova di questo crimine di guerra era importante, poiché Rickey – a differenza degli altri imputati – non poteva essere incolpato per le catastrofiche condizioni di vita nei campi di concentramento o per l'esecuzione delle marce della morte: la base dell'accusa era la sua partecipazione alla produzione missilistica sotterranea dei razzi V-1 e V-2 , che richiedeva l'uso del lavoro forzato.
Rickhey è stato scagionato dalle dichiarazioni dei dipendenti e dagli interrogatori scritti dei suoi colleghi di ingegneria: solo la testimonianza di un ex ingegnere era incriminante. I testimoni offerti dall'accusa hanno rilasciato solo vaghe dichiarazioni sulle sue attività nelle operazioni del campo perché generalmente non aveva assistito personalmente. Mancavano anche prove scritte della colpevolezza di Rickhey; solo dopo la fine del processo sono stati trovati i documenti che dimostravano la sua colpevolezza delle disumane condizioni di lavoro nella Mittelwork. Rickhey ha testimoniato a proprio nome e ha attribuito l'intera responsabilità per le condizioni disumane e il lavoro forzato all'ingegnere Albin Sawatzki, deceduto durante la detenzione americana nel 1945. Inoltre, ha sottolineato la sua cooperazione con la U.S. Air Force (USAF) presso la base aeronautica di Wright-Patterson.

### Argomenti di chiusura
Nelle argomentazioni conclusive, il pubblico ministero Berman ha sostenuto la pena di morte per tutti gli imputati, perché se fosse stata applicata un'interpretazione coerente del Common Design, allora sarebbero stati considerati tutti assassini di massa. La difesa ha fatto del suo meglio nelle sue argomentazioni conclusive. Hanno insistito sulla non applicazione del Common Design e hanno chiesto alla corte di considerare solo quei reati che potevano essere provati individualmente. Poullada fece appello affinché il tribunale militare utilizzasse "gli standard elevati della giurisprudenza anglo-americana".
In questa prospettiva, l'imputato non doveva essere giudicato diversamente da un cittadino americano in un tribunale americano, e quindi avrebbe dovuto essere assolto se le prove a carico non erano univoche. In particolare, nei confronti di Georg Rickhey , la difesa ha chiesto l'assoluzione perché le accuse a suo carico non potevano essere provate.

## I verdetti

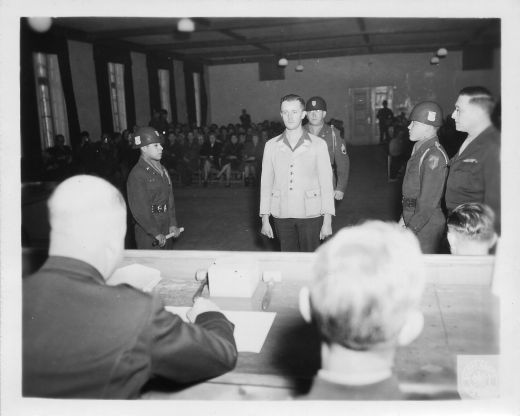
L'imputato Erhard Brauny riceve la sua sentenza il 30 dicembre 1947.

Il presidente del tribunale militare annunciò i verdetti la vigilia di Natale del 1947 e pronunciò le relative condanne il 30 dicembre. Furono comminati sette ergastoli, sette condanne a pene detentive ed una pena di morte. Quattro imputati sono stati assolti, incluso Rickhey.
Una revisione delle sentenze fu completata il 23 aprile 1948 dal sostituto giudice avvocato per i crimini di guerra, sentenze che furono tutte confermate con una sola eccezione: per quanto riguarda l'autore del reato Oskar Helbig, la pena di venti anni di reclusione fu ridotta a dieci. Il United States War Crimes Board of Review ha quindi condotto una seconda revisione delle raccomandazioni. Il governatore militare della zona di occupazione americana, Lucius D. Clay, confermò tutte le sentenze secondo le raccomandazioni nel processo di revisione e le dichiarò definitive il 25 giugno 1948.
Le 19 sentenze sono state in particolare:
| Nome             | Grado               | Mansione | Verdetto                                                |
| ---------------- | ------------------- | --- | ------------------------------------------------------- |
| Hans Möser       | SS-Obersturmführer  | Capo del campo di custodia protettiva nel complesso principale di Mittelbau-Dora.                                    | Morte per impiccagione; giustiziato il 26 novembre 1948 |
| Erhard Brauny    | SS-Hauptscharführer | Capo del campo di custodia protettiva nel sottocampo di Rottleberode, comandante del distaccamento di Mittelbau-Dora | Ergastolo                                               |
| Otto Brinkmann   | SS-Hauptscharführer | Rapportführer di Mittelbau-Dora, capo della custodia cautelare nel campo di concentramento Ellrich-Juliushütte       | Ergastolo                                               |
| Emil Bühring     | SS-Stabsscharführer | Capo del Bunker | Ergastolo                                               |
| Ruldof Jacobi    | SS-Hauptscharführer | Capocantiere della caserma di Mittelbau-Dora                                                                         | Ergastolo                                               |
| Josef Kilian     | Kapo                | Boia di Mittelbau-Dora                                                                                               | Ergastolo                                               |
| Georg König      | SS-Hauptscharführer | Rapportführer di Mittelbau-Dora, responsabile del parco veicoli                                                      | Ergastolo                                               |
| Wilhelm Simon    | SS-Oberscharführer  | Arbeitseinsatzführer                                                                                                 | Ergastolo                                               |
| Willi Zwiener    | Kapo                | Il rango più alto come kapo di Mittelbau-Dora                                                                        | 25 anni di prigione                                     |
| Arthur Andrä     | SS-Hauptscharführer | Capo dell'ufficio postale di Mittelbau-Dora                                                                          | 20 anni di prigione                                     |
| Oskar Helbig     | SS-Oberscharführer  | Responsabile del magazzino alimentare di Mittelbau-Dora                                                              | 20 anni di prigione, in seguito ridotti a 10            |
| Richard Walenta  | Kapo                | Il rango più alto come kapo nel sottocampo Ellrich-Juliushütte, Aufseher di Mittelbau-Dora                           | 20 anni di prigione                                     |
| Heinrich Detmers | SS-Obersturmführer  | Vice comandante del campo                                                                                            | 7 anni di prigione                                      |
| Walter Ulbricht  | Kapo                | Impiegato nel sottocampo Rottleberode                                                                                | 5 anni di prigione                                      |
| Paul Maischein   | SS-Rottenführer     | Inserviente medico delle SS nel sottocampo di Rottleberode                                                           | 5 anni di prigione                                      |
| Josef Fuchsloch  | SS-Hauptscharführer | Vice capo del sottocampo di Harzungen                                                                                | Assolto                                                 |
| Kurt Heinrich    | SS-Obersturmführer  | Aiutante del comandante del campo                                                                                    | Assolto                                                 |
| Georg Rickhey    | Civile              | Direttore generale di Mittelwerke Gmbh                                                                               | Assolto                                                 |
| Heinrich Schmidt | SS-Hauptsturmführer | Medico del sottocampo Boelcke-Kaserne                                                                                | Assolto                                                 |

1. ↑  È stato annunciato davanti al tribunale militare che nel gennaio 1947, in un procedimento secondario dei Processi di Dachau ('Caso No. 000-50-2-23 US vs. Alex Piorkowski et al.'), Detmers era già stato condannato a 15 anni di carcere. Anche la sentenza era stata ridotta a cinque anni dopo una procedura di riesame. Dopo il verdetto dei processi di Dora-Mittelbau, è stato stabilito che entrambe le sentenze dovevano essere scontate contemporaneamente.

## I processi secondari
Tra la fine di ottobre 1947 e la metà di dicembre 1947, si verificarono ulteriori procedimenti contro cinque imputati di grado inferiore. Si trattava di processi a breve termine concordati tra l'accusa e la difesa, ciascuno della durata di pochi giorni. In totale erano previste 14 procedure secondarie, anche se 9 sono state annullate per mancanza di testimoni e prove. Inoltre, il caso 004 è stato avviato ma non portato avanti per le stesse ragioni.
| Caso                      | Imputato           | Grado             | Mansione                       | Verdetto                                     |
| ------------------------- | ------------------ | ----------------- | ------------------------------ | -------------------------------------------- |
| Case No. 000-Nordhausen-1 | Michail Grebinski  | Romanian SS guard | Guardia di Dora-Mittelbau      | Assolto                                      |
| Case No. 000-Nordhausen-2 | Albert Mueller     | SS-Rottenführer   | Guardia di Dora-Mittelbau      | 25 anni di prigione, in seguito ridotti a 10 |
| Case No. 000-Nordhausen-3 | Georg Finkenzeller | kapo              | Guardia del comando delle cave | 2 anni di prigione                           |
| Case No. 000-Nordhausen-4 |                    |                   |                                | Caso archiviato per mancanza di prove        |
| Case No. 000-Nordhausen-5 | Philipp Klein      | SS-Scharführer    | Assistente medico delle SS     | 4 anni di prigione                           |
| Case No. 000-Nordhausen-6 | Stefan Palko       | SS-Rottenführer   | Capo del blocco                | 25 anni di prigione, in seguito ridotti a 15 |

## L'esecuzione della pena

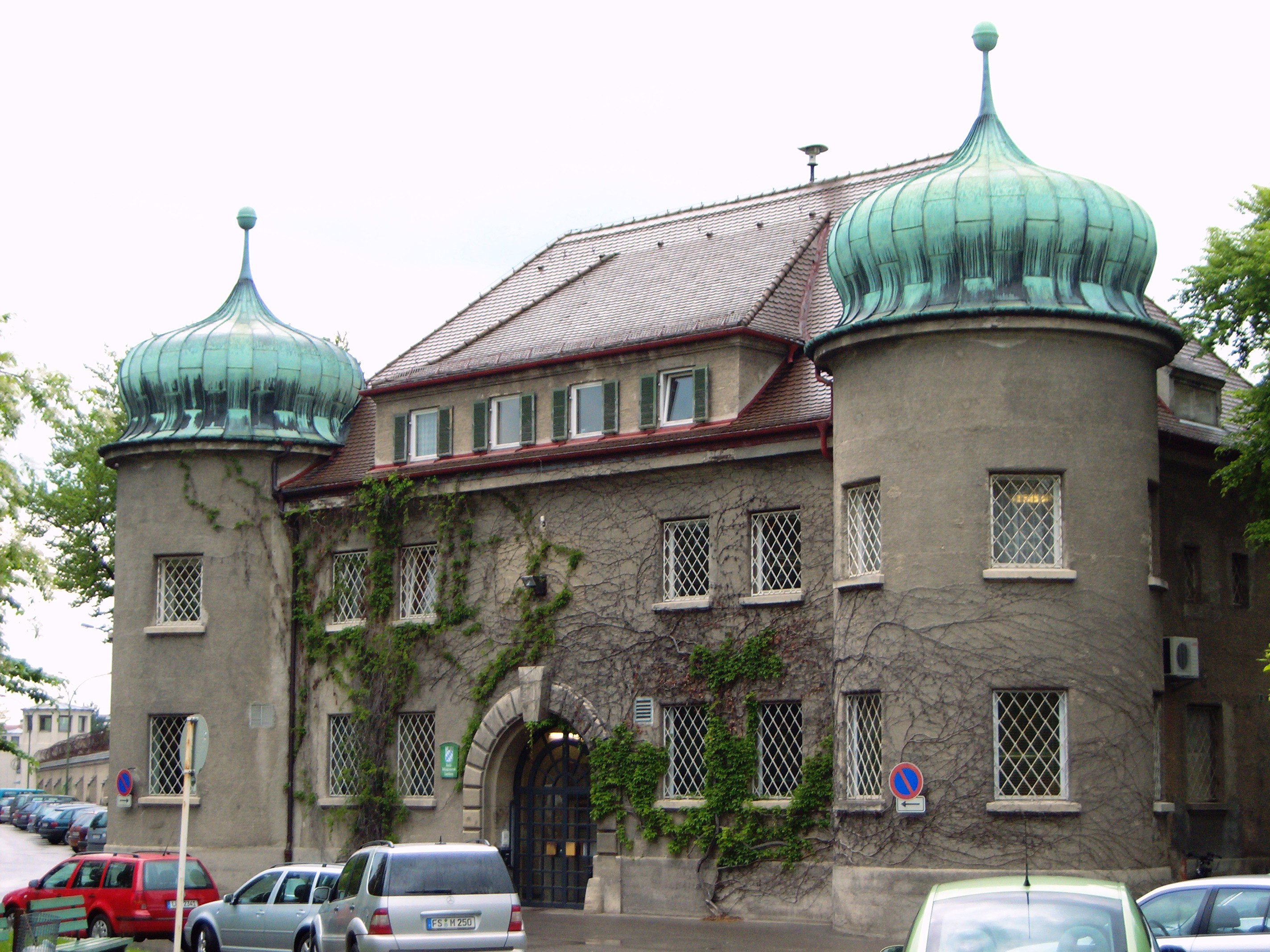
Prigione di Landsberg

Dopo il verdetto tutti i detenuti sono stati trasferiti nella prigione di Landsberg per scontare la pena. Möser, l'unico dei condannati a morte, fu giustiziato per impiccagione il 26 novembre 1948. Gli altri criminali di guerra condannati furono rilasciati subito, l'ultimo fu Otto Brinkmann il 9 maggio 1958. Brinkmann era stato condannato insieme ad altri tre nel processo Einsatzgruppen. Questi ultimi quattro detenuti sono stati rilasciati da Landsberg alla conclusione del programma statunitense sui crimini di guerra.

## Analisi e reazioni
Secondo le valutazioni dei 2 400 dipendenti del complesso Mittelbau-Dora, solo un piccolo numero è stato effettivamente accusato: solo 19 imputati sono stati incriminati nel processo principale e 5 nei procedimenti successivi. Inoltre, in relazione ad altre procedure del campo di concentramento di Dachau, il numero degli imputati era piuttosto basso. La tendenza alla clemenza nel processo Mittelbau-Dora è stata chiara: nei principali processi di Dachau, 36 dei 40 imputati sono stati condannati a morte; a Mittelbau-Dora, uno solo. Inoltre, quest'ultima delle prove di Dachau avvenne oltre tre anni e mezzo dopo la liberazione di Mittelbau.
A questo punto, i giudici potevano solo ascoltare le impressioni indirette degli orrori del campo, a differenza dei processi precedenti. Inoltre, i testimoni necessari per identificare l'imputato spesso non si trovavano da nessuna parte. Inoltre, contrariamente al processo di Buchenwald completato nella zona sovietica nell'agosto 1947, il processo Mittelbau-Dora ricevette poca attenzione da parte del grande pubblico. Le differenze nella copertura dei giornali erano evidenti: nella Frankfurter Rundschau, i titoli dell'8 agosto 1947 recitavano:"Processo sensazionale a Dachau. 19 imputati del campo di sterminio di Nordhausen - Il segreto per produrre le armi V a Dora". Nella regione meridionale di Harz dove si trovava Nordhausen, in quel momento nella zona sovietica, questo processo americano è stato appena menzionato.
L'istituzione legale del Common Design è stata applicata, ma non in modo coerente come nei principali processi del campo di concentramento di Dachau: ad esempio, l'imputato Kurt Heinrich, ex aiutante di campo del comandante del campo, è stato assolto; nei processi di Dachau, Rudolf Heinrich Suttrop è stato condannato a morte per aver svolto la stessa funzione. Questa tendenza è evidente anche nel processo secondario a Mittelbau-Dora, dove le accuse erano state per un reato unico, dimostrabile e non per il Common Design.
Inoltre, né Wernher von Braun né Arthur Rudolph né altri importanti rappresentanti della Mittelwerk GmbH sono stati incriminati o tenuti a testimoniare in tribunale. Furono, come Rickhey prima di loro, inviati negli Stati Uniti per la ricerca missilistica legata all'Operazione Paperclip. Erano disponibili solo i registri degli interrogatori di Rudolph e von Braun, entrambi esonerando completamente Rickhey. Durante questo periodo, le autorità americane iniziarono a perseguire una politica di opposizione all'ulteriore perseguimento dei crimini di guerra al fine di utilizzare l'esperienza degli ingegneri nella Guerra Fredda.
Anche la denazificazione perse importanza, gli Alleati volevano tenere la Germania occidentale come alleata. Nella popolazione tedesca, dopo il primo shock dei crimini dei campi di concentramento, è cresciuta la solidarietà con la protezione dei criminali di guerra nella prigione di Landsberg. Ciò si è riflesso anche nella graduale attenuazione delle condanne e nella prematura commutazione delle condanne.

## I procedimenti giudiziari successivi
Molto tempo dopo che i processi furono completati, i crimini violenti ancora esistenti portarono a istituire nuovi processi di Mittelbau-Dora sia nella Germania Ovest che nella Germania Est. Il più importante fu il Processo di Essen Dora, tenutosi il 17 novembre 1967 davanti al tribunale distrettuale di Essen, nella Germania occidentale . In questi procedimenti furono processati l'ex guardia del campo Erwin Busta, il funzionario della Gestapo Ernst Sander e il capo della sicurezza per il programma di armamenti V Helmut Bischoff. Tra le accuse c'erano le esecuzioni sommarie dei prigionieri che avevano tentato la fuga o che erano stati accusati di sabotaggio; sono stati oggetto di processo anche l'omicidio di 58 sospetti combattenti della resistenza e gli abusi mortali durante i cosiddetti "interrogatori potenziati" dei prigionieri. Durante il processo, l'avvocato della Germania dell'Est Friedrich Karl Kaul è stato il difensore dei querelanti su citazione. La partecipazione di Bischoff al procedimento del 5 maggio 1970 dovette essere sospesa per motivi di salute e fu rinviata al 1974. L'8 maggio 1970, Busta fu condannato a otto anni e mezzo e Sander a sette anni e mezzo di prigione.

## L'eredità del processo
Nella primavera del 2004, mentre svuotava un contenitore di carta straccia, il proprietario di un'azienda di riciclaggio a Kerkrade, nei Paesi Bassi, ha trovato una vasta serie di documenti dei processi e fotografie originali della liberazione iniziale di Mittelbau-Dora oltre che dei suoi campi ausiliari. Non è stato possibile identificare come questi documenti siano finiti nel contenitore dei rifiuti. Tuttavia, è chiaro che provenivano dalla tenuta di William Aalmans, il cittadino olandese che ha servito con l'esercito americano nella liberazione di Mittelbau-Dora e poi ha lavorato per l'accusa nel processo Dora.
All'inizio di luglio 2004, tutti questi documenti sono stati consegnati al Mittelbau-Dora Concentration Camp Memorial ( Gedenkstätte Mittelbau-Dora). I documenti, molti dei quali precedentemente sconosciuti, costituiscono un'aggiunta estremamente preziosa alla collezione. Molti di quei documenti sono esposti nella nuova mostra permanente presso l'ex campeggio, inaugurata nell'aprile 2006.